# Афанасий (Миронеску)
Митрополи́т Афана́сий (рум. Mitropolit Atanasie, в миру Александру Миронеску, рум. Alexandru Mironescu; 12 августа 1856, Трохан, жудец Васлуй — 9 октября 1931, Бухарест) — митрополит-примас Румынской православной церкви (1909—1911).

## Биография
Родился 12 августа 1856 года в коммуне Трохан (сейчас жудец Васлуй в Румынии) в семье священнослужителя.
С 1870 по 1877 год учился в духовной семинарии им. митрополита Вениамина (Костаки) в Монастыре Сокола.
В 1879 году был рукоположен в сан иерея и до 1881 года служил в родном селе. Овдовев, поступил на богословский факультет в Бухаресте. В 1882 году продолжил обучение в Черновицком университете, где в 1886 году получил степень доктора богословия.
С 1887 по 1897 год преподавал нравственное богословие на богословском факультете Бухареста.
В январе 1895 года принял монашеский постриг в монастыре Черника. 2 февраля того же года возведён в сан архимандрита, 5 февраля 1895 года хироотонисан в титулярного епископа Крайовского, викария Рымникской епархии.
В декабре 1897 года становится временным управляющим Рымникской епархией, в 12 марта 1898 года становится её правящим архиереем Рымникским.
5 февраля 1909 года избран Митрополитом-Примасом Румынской православной церкви. С 25 мая того же года являлся почётным членом Румынской академии.
28 июня 1911 года ушёл в отставку с поста митрополита. После выхода в отставку занимался научной деятельностью, проживая в монастыре Черника, где и был похоронен.